# 筑摩野
筑摩野（ちくまの、つかまの）は、長野県中部（中信地方）にある松本盆地のうち、梓川よりも南側で、波田地区・山形村・朝日村の西山、塩尻市の南山である長興寺山や比叡の山、松本市の東山である筑摩山地に囲まれた部分の総称である。かつての筑摩郡を範囲とする平地部分である。松本盆地はこの筑摩野と安曇野から成る。梓川以北が「安曇野」と呼ばれて定着しているのに比べると、この「筑摩野」はあまり使われない概念・呼称である。

## 地名の由来
筑摩郡#歴史を参照のこと。

## 概要
筑摩野は、行政的には松本市・塩尻市・朝日村・山形村に分けられ、これら自治体のうち平地部分の総称である。松本市のうちでも、2005年に南安曇郡から編入された梓川地区は安曇野に属する。同じく同年に同郡から編入された奈川地区と安曇地区は、山岳部分であるために安曇野は該当しない。
松本市内には公的機関の名称に筑摩野を含むものとして松本市立筑摩野中学校が存在する。
松本大学や松本市立芳川小学校の校歌の歌詞には冒頭に「筑摩野」が謳い込まれている。
名称などに「筑摩」を含む用例は「筑摩野」よりも多く、長野県松本筑摩高等学校などがある。

## 誤用例
令制国発足当時から、梓川をはさんで筑摩郡と安曇郡があった。その筑摩郡を範囲とする平野が筑摩野であり、安曇郡を範囲とする平野が安曇野である。雑炊橋の記事に記されている通り、近世以前にあっては、筑摩郡と安曇郡があった近世近代両郡の交通往来は架橋の困難さから決して容易ではなかった。したがって、両郡が一体的に扱われることは稀であった。
戦後、臼井吉見らによって安曇野の名称が全国区になるに従い、本来は筑摩野である地区にも安曇野の名称・標識を見るようになっている。